# Circo Soledad En Vivo
Circo Soledad En Vivo es el cuarto álbum en vivo del cantante guatemalteco, Ricardo Arjona, bajo el sello discográfico independiente del artista, Metamorfosis Enterprises Inc.. El cantante grabó el álbum en vivo en la ciudad de Buenos Aires/Argentina durante el tour Circo Soledad, el cual contiene dos CD con 10 y 13 canciones respectivamente y un DVD con los 23 temas juntos.
El disco titulado Circo Soledad En Vivo, contiene clásicos de siempre como: ‘Historia de Taxi’, ‘El Problema’, ‘Acompáñame A Estar Solo’, entre otros. Pero además incluye temas de los últimos nuevos discos lanzados en 2014 y 2017, como ‘Apnea’ tema del disco ‘Viaje’ del año 2014 y ‘Ella’ perteneciente al álbum ‘Circo Soledad’ del 2017, entre otros.

## Lista de canciones
| CD 1 |                                                                                   |          |  |
| N.º  | Título                                                                            | Duración |  |
| 1.   | «Ella»                                                                            | 4:23     |  |
| 2.   | «Señorita»                                                                        | 3:23     |  |
| 3.   | «(Medley) El Problema/Tarde (Sin Daños A Terceros)»                               | 8:22     |  |
| 4.   | «Acompáñame A Estar Solo»                                                         | 6:20     |  |
| 5.   | «Hasta Que La Muerte Los Separe»                                                  | 6:28     |  |
| 6.   | «(Medley) Desnuda/Lo Poco Que Tengo/Realmente No Estoy Tan Solo/Sin Ti... Sin Mi» | 9:48     |  |
| 7.   | «Mujer De Lujo»                                                                   | 4:02     |  |
| 8.   | «Porque Puedo»                                                                    | 3:24     |  |
| 9.   | «Historia De Taxi»                                                                | 8:19     |  |
| 10.  | «Apnea»                                                                           | 4:02     |  |

| CD 2 |                                          |          |  |
| N.º  | Título                                   | Duración |  |
| 1.   | «Remiendo Al Corazón»                    | 4:09     |  |
| 2.   | «Te Quiero»                              | 3:51     |  |
| 3.   | «Si El Norte Fuera El Sur»               | 5:37     |  |
| 4.   | «El Cielo A Mi Favor»                    | 3:43     |  |
| 5.   | «(Medley) Cuando/Dime Que No/Como Duele» | 5:53     |  |
| 6.   | «Señora De Las Cuatro Décadas»           | 4:36     |  |
| 7.   | «Te Conozco»                             | 5:45     |  |
| 8.   | «Fuiste Tú (featuring. India Martínez)»  | 4:29     |  |
| 9.   | «Te Enamoraste De Ti»                    | 4:11     |  |
| 10.  | «A Ti»                                   | 2:24     |  |
| 11.  | «Buenas Noches Don David»                | 2:34     |  |
| 12.  | «Minutos»                                | 5:12     |  |
| 13.  | «Mujeres»                                | 7:43     |  |

## DVD
| Edición en DVD |                                                                                   |          |  |
| N.º            | Título                                                                            | Duración |  |
| 1.             | «Ella»                                                                            |          |  |
| 2.             | «Señorita»                                                                        |          |  |
| 3.             | «(Medley) El Problema/Tarde (Sin Daños A Terceros)»                               |          |  |
| 4.             | «Acompáñame A Estar Solo»                                                         |          |  |
| 5.             | «Hasta Que La Muerte Los Separe»                                                  |          |  |
| 6.             | «(Medley) Desnuda/Lo Poco Que Tengo/Realmente No Estoy Tan Solo/Sin Ti... Sin Mi» |          |  |
| 7.             | «Mujer De Lujo»                                                                   |          |  |
| 8.             | «Porque Puedo»                                                                    |          |  |
| 9.             | «Historia De Taxi»                                                                |          |  |
| 10.            | «Apnea»                                                                           |          |  |
| 11.            | «Remiendo Al Corazón»                                                             |          |  |
| 12.            | «Te Quiero»                                                                       |          |  |
| 13.            | «Si El Norte Fuera El Sur»                                                        |          |  |
| 14.            | «El Cielo A Mi Favor»                                                             |          |  |
| 15.            | «(Medley) Cuando/Dime Que No/Como Duele»                                          |          |  |
| 16.            | «Señora De Las Cuatro Décadas»                                                    |          |  |
| 17.            | «Te Conozco»                                                                      |          |  |
| 18.            | «Fuiste Tú (featuring. India Martínez)»                                           |          |  |
| 19.            | «Te Enamoraste De Ti»                                                             |          |  |
| 20.            | «A Ti»                                                                            |          |  |
| 21.            | «Buenas Noches Don David»                                                         |          |  |
| 22.            | «Minutos»                                                                         |          |  |
| 23.            | «Mujeres»                                                                         |          |  |

- Datos: Q97125264